# Sehzade
O Sehzade é o príncipe herdeiro do trono do sultão.